# Дегельдр, Роже
Роже Дегельдр (1925—1962) — французский террорист, член террористической организации «ОАС», руководитель её так называемой Боевой группы «Дельта». Расстрелян по приговору суда.

## Биография
Роже Дегельдр родился 19 мая 1925 года во французском городе Лувруаль, неподалёку от бельгийской границы, в семье железнодорожника и домохозяйки. В 1940 году он бежал из оккупированной немецкими войсками зоны Франции на юг, в контролируемую коллаборационистским вишистским правительством. В 1942 году Дегельдр вернулся на север, чтобы принять участие в Движении Сопротивления.
После освобождения Франции войсками союзников, в январе 1945 года, Дегельдр поступил на службу в 10-ю механизированную стрелковую дивизию. Впоследствии служил в Иностранном легионе под фальшивым именем Роже Легельдра, уроженца города Фрибур, расположенного в Швейцарии. Участвовал в Индокитайской войне в составе 1-го иностранного кавалерийского полка, получил чин унтер-офицера, получил награды. После падения французского колониального господства в Индокитае, Дегельдр в составе 1-го парашютного иностранного батальона был передислоцирован в Алжир. Был награждён орденом Почётного легиона.
Дегельдр принимал участие в Алжирской войне. В декабре 1960 года он попал под подозрение в причастности к заговору против президента Франции Шарля де Голля (не одобряя его политики, Дегельдр вступил в «Секретную армейскую организацию») и 11 декабря перешёл на нелегальное положение. С 1961 года Дегельдр руководил Боевой группой «Дельта», одной из частей ОАС. 31 мая 1961 года при его участии (совместно с Альбером Довекаром и Клодом Пиегцем) был убит комиссар алжирской полиции Роже Гавури. 15 марта 1962 года Дегельдр принимал участие в нападении на социальный центр, расположенный в алжирском районе Эль-Бьяр. В результате нападения погибли шесть руководителей социального центра.
7 апреля 1962 года Дегельдр был арестован. Суд приговорил его к смертной казни через расстрел. Приговор был приведён в исполнение 6 июля 1962 года.

## Награды

### Distinctions
В различное время был награждён девятью французскими орденами и медалями, которых лишён по приговору суда.
- Орден Почётного легиона (кавалер).
- Воинская медаль (Франция).
- Военный крест иностранных театров военных действий (1 пальмовая ветвь и 6 звёзд).
- Крест Воинской доблести (2 пальмовые ветви).
- Памятная медаль Войны 1939—1945
- Колониальная медаль
- Памятная медаль Индокитайской кампании
- Памятная медаль Операций безопасности и поддержания порядка
- Памятная медаль Операций на Ближнем Востоке
- Орден «Легион почёта» (США) командор.

## В массовой культуре
Расстрелу Роже Дегельдра посвящены 2 песни Жан-Пакса Мефре, записанные им на диск вместе с рассказом о казни.